# Hugo Theorell
Axel Hugo Theodor Theorell, švedski biokemik in akademik, nobelovec, * 6. julij 1903, Linköping, Švedska, † 15. avgust 1982, Stockholm.
Theorell je znan po svojih raziskavah encimskih mehanizmov oksidativnih procesov v organizmih. Za razkritja zgradbe in načina delovanja oksidaz je leta 1955 prejel Nobelovo nagrado za fiziologijo ali medicino.

## Življenje in delo
Rodil se je kot drugi od treh otrok v družini očeta vojaškega zdravnika in matere glasbenice. Zaradi otroške ohromelosti, za katero je zbolel kot nekajletni otrok, je bil delni invalid. Osnovno in srednjo šolo je opravil v rodnem kraju, nato pa odšel v Stockholm na Karolinski inštitut študirat medicino. Po diplomi leta 1924 je opravil poletno prakso iz bakteriologije na Pasteurjevem inštitutu v Parizu in po vrnitvi v Stockholm nadaljeval študij na doktorski ravni. Hkrati je opravljal delo asistenta na tamkajšnjem Inštitutu za medicinsko kemijo, kjer je pričel z znanstvenim delom na lipidih v krvi.
Leta 1930 je končal študij in prejel naziv doktorja medicine ter postal docent biokemije na Univerzi v Uppsali, kjer se je pod Svedbergovim vodstvom ukvarjal z ultracentrifugiranjem. Nekaj let v tem obdobju se je kot Rockefellerjev štipendist izpopolnjeval na Inštitutu cesarja Viljema v Berlinu, kjer je sodeloval z nobelovcem Ottom Warburgom. Tam so njegovo zanimanje vzbudili oksidacijski encimi, katerim je posvetil preostanek svoje kariere raziskovalca. Raziskal je »rumeni encim« (danes imenovan flavin mononukleotid) iz kvasovk in ugotovil, da ga sestavljajo riboflavin (vitamin B12), fosfatna skupina in apoencim, ki je »čista beljakovina«. To je bil prvi jasno okarakteriziran encim in nov dokaz o povezavi med encimi ter vitamini.
Po koncu docenture v Uppsali je leta 1937 prevzel položaj vodje oddelka za biokemijo Nobelovega medicinskega inštituta, kjer je ostal do svoje upokojitve leta 1970. Z analitičnimi tehnikami je razvozlal povezavo med železo vsebujočim nebeljakovinskim porfirinom in apoencimom citokroma c, ki je pomemben element dihalne verige. V poznih 1940. se je posvetil drugi skupini oksidaz, alkohol-dehidrogenazam, in v sodelovanju z Brittonnom Chanceom razvozlal verigo oksidacije alkohola do aldehida v jetrnih celicah. Njuna odkritja so omogočila razvoj metode za merjenje koncentracije alkohola v krvi (alkotesta). Theorell je v tem obdobju raziskoval tudi druge encime, kot so peroksidaze in katalaze. Za ta odkritja je leta 1955 prejel Nobelovo nagrado in več drugih priznanj, med njimi častne doktorate Univerze v Bruslju, Univerze v Parizu, Univerze Pensilvanije idr. Sprejet je bil tudi za člana Nacionalne akademije znanosti ZDA in tujega člana britanske Kraljeve družbe.
Od leta 1931 je bil poročen z Elin Margit Elisabeth Alenius, s katero je imel štiri otroke. Po kapi leta 1974 je pričelo njegovo zdravje pešati. Umrl je star 79 let v Stockholmu.